# Antonio Riboldi

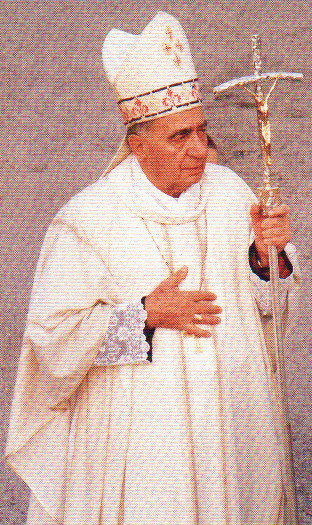
Bischof Antonio Riboldi

Antonio Riboldi IC (* 16. Januar 1923 in Triuggio, Lombardei; † 10. Dezember 2017 in Stresa, Piemont) war ein italienischer Geistlicher und römisch-katholischer Bischof von Acerra.

## Leben
Antonio Riboldi trat der Ordensgemeinschaft der Rosminianer bei und empfing am 29. Juni 1951 die Priesterweihe. 
Papst Paul VI. ernannte ihn am 8. September 1975 zum Bischof von Acerra. Der Erzbischof von Palermo, Salvatore Kardinal Pappalardo spendete ihm am 11. März desselben Jahres die Bischofsweihe; Mitkonsekratoren waren Costantino Trapani OFM, Koadjutorbischof von Mazara del Vallo, und Clemente Riva IC, Weihbischof in Rom.
Am 7. Dezember 1999 nahm Papst Johannes Paul II. seinen altersbedingten Rücktritt an. Antonio Riboldi verbrachte seinen Ruhestand in Acerra in der Nähe seines Heimatklosters.
Antonio Riboldi wurde als Bischof in Sizilien bekannt mit seinem Einsatz gegen die Camorra und als Priester für die Erdbebenopfer im Tal von Belice in den 1960er Jahren. Er war einer der ersten Bischöfe, die das Internet für Predigten einsetzten.

## Ehrungen und Auszeichnungen
- Ehrenbürgerschaft der Stadt Acerra (2015)

## Schriften
- I miei 18 anni nel Belice, Cittadella editrice 1977, ISBN 9788830802322
- Chiesa, mafia, camorra, AVE 1984, zusammen mit Domenico Pizzuti
- Non posso tacere: il Sud non è l'inferno!, Rusconi 1993, ISBN 9788818121100, zusammen mit Francamaria Trapani
- Madre della Chiesa, Piemme 1996, ISBN 9788838425400
- Per amore del mio popolo non tacerò. Dopo Falcone e Borsellino, Paoline Editoriale Libri 2003, ISBN 9788831524988
- I figli del terremoto. Memorie di monsignor Antonio Riboldi vescovo emerito di Acerra, Grafiche Santocono 2009, ISBN 9788896217023, zusammen mit Antonino D'Anna
- Alla scoperta del Natale. Natale con le porte aperte, Elledici 2012, ISBN 9788801051773, zusammen mit Vicki Howie, Krisztina Kállai Nagy
- Ascolta si fa sera, Edizioni Mondadori 2013, ISBN 9788852033599